# Bataille de Danghangpo
 (septembre 2016).
Guerre Imjin
La bataille de Danghangpo est une bataille  durant la guerre Imjin (1592-1598) entre les forces navales coréennes et japonaises.

## Prélude
Le lendemain matin suivant la bataille de Dangpo et pendant les jours suivants, l'amiral Yi Sun-sin recherche les navires japonais qui fuient. Sa recherche étant vaine, l'amiral Yi est rejoint par l'amiral Yi Eok-gi le 4 juin 1592, ce qui augmente le nombre total de navires coréens à 51. Le même jour, Yi Sun-shin reçoit un rapport selon lequel la flotte japonaise a été aperçue près de Danghangpo. Il envoie immédiatement sa flotte vers Danghangpo pour vérifier le rapport et est heureux de voir qu'il est exact. Ancrés dans le port de la baie de Danghangpo se trouvent 26 navires japonais, dont un autre navire amiral.

## Tactique
Comme à Dangpo, les Japonais harcèlent la ville coréenne, pillant et brûlant les bâtiments. L'amiral Yi envoie quelques navires patrouiller dans la baie afin de tester les défenses japonaises. Quatre des grands navires japonais se mettent immédiatement en formation de ligne devant le navire amiral pour venir le protéger. Tout comme il l'a fait lors de la bataille de Dangpo, Yi Sun-sin envoie ses bateaux tortue dans la baie afin de perturber la formation japonaise tandis que les navires de guerre panokseon fournissent un constant barrage de tirs de couverture.
Les bateaux tortue percutent immédiatement plusieurs navires ce qui surprend les Japonais. Craignant que les soldats japonais ne fuient à terre et dans les montagnes et n'organisent une opération de vengeance sur un village coréen, l'amiral Yi ordonne une fausse retraite vers le large. Encouragée à la vue de la retraite des Coréens, la flotte japonaise accède rapidement de la baie à la poursuite de la flotte coréenne, son navire amiral en tête. Les Japonais commencent à tirer avec leurs arquebuses sur les Coréens mais n'en sont pas suffisamment proches.
Comme les navires japonais atteignent la mer, dans un mouvement bien rodé, l'amiral Yi ordonne aux navires de guerre panokseon d'encercler la flotte japonaise tandis que les bateaux tortue attaquent les navires japonais en les enfonçant. En quelques minutes, le navire amiral est en feu et son amiral mort. En voyant le sort de leur amiral, les navires japonais restants tentent de fuir vers le rivage mais sont de nouveau poursuivis et encerclés par les panokson. En quelques heures la flotte japonaise succombe à la puissance de feu écrasante de la flotte coréenne et finit complètement détruite.

## Source de la traduction
- (en) Cet article est partiellement ou en totalité issu de l’article de Wikipédia en anglais intitulé « Battle of Danghangpo » (voir la liste des auteurs).